# Георг I (Тюбинген-Лихтенек)
Георг I фон Тюбинген-Лихтенек (на немски: Georg I von Tübingen-Lichteneck; † 1507) е граф на Тюбинген и господар на замък Лихтенек при Кенцинген.

## Произход
Той е син на граф Конрад II фон Тюбинген-Лихтенек († 1453) и съпругата му графиня Анна фон Лупфен-Щюлинген († сл. 1470), дъщеря на граф Йохан I фон Лупфен-Щюлинген († 1436), ландграф на Щюлинген, и втората му съпруга Елизабет фон Ротенбург († 1420). Внук е на граф Конрад I фон Тюбинген-Лихтенек († 1410) и правнук на граф Готфрид III фон Тюбинген-Бьоблинген († сл. 1369). Брат е на граф Конрад III фон Тюбинген-Лихтенек († 1477) и на Хайнрих фон Тюбинген († 1487), тевтонец в Данциг.

## Фамилия
Георг I фон Тюбинген-Лихтенек се жени за графиня Агата фон Арко († сл. 1511), дъщеря на граф Андреас фон Арко († 1509) и Барбара Мартиненго († 1493). Те имат три деца:
- Георг II († 1536), граф на Тюбинген-Лихтенек, неженен
- Конрад IV (IV) († 1569), граф на Тюбинген-Лихтенек, женен I. на 6 декември 1532 г. за графиня Йохана фон Цвайбрюкен-Бич-Лихтенберг († сл. 1532), II. сл. 1532/1533 г. за Катарина фон Валдбург цу Волфег-Цайл († сл. 5 август 1575)
- дъщеря, омъжена за Бастиан фон Ехинген

Вдовицата му Агата фон Арко се омъжва втори път ок. 22 ноември 1511 г. за Мартин фон Рехберг-Шварценберг († 14 май 1534), син на Хайнрих фон Рехберг-Шварценберг и Аделхайд фон Шварценберг.